# Smithfield Foods
Smithfield Foods, Inc. er en amerikansk producent af svinekød, der har hovedkvarter i Smithfield, Virginia. Virksomheden drives som et datterselskab til kinesiske WH Group. Smithfield Packing Company blev etableret i 1936 af Joseph W. Luter og hans søn. I dag er det vokset til verdens største producent af svin og svinekød. De ejer 500 svinelandbrug i USA og de har kontrakter med 2.000 uafhængigt ejede svinelandbrug mht. til opdræt af svin. Udenfor USA har de faciliteter i Mexico, Polen, Rumænien, Tyskland, Slovakiet og Storbritannien. På verdensplan har de 50.200 ansatte og omsætter for 14 mia. $.